# ميريام ميكلسون
ميريام ميكلسون (بالإنجليزية: Miriam Michelson)‏ (1870، مقاطعة كالافيراس في الولايات المتحدة - 1942)؛ صحفية وروائية أمريكية.

## روابط خارجية
- ميريام ميكلسون على موقع قاعدة بيانات برودواي على الإنترنت (الإنجليزية)